# César Bianchi
César Bianchi (Rivera, 10 de noviembre de 1977) es un comunicador, presentador, periodista, profesor y escritor uruguayo. 
En 2007 fue distinguido en el certamen América Latina, que organizó el Programa de las Naciones Unidas para el Desarrollo (PNUD).

## Biografía
Bianchi se licenció en comunicación en la Universidad Católica del Uruguay, y posteriormente realizó un máster en periodismo de la Universidad de Alcalá, Madrid y otro de máster en Dirección de Comunicación Corporativa en el Istituto EAE Business School.
Fue profesor de la Universidad ORT Uruguay desde 2008 al 2016.
Fue periodista del diario El País, y del programa televisivo Santo y Seña de Canal 4. Condujo junto a Catalina Weiss, Gustaf van Perinostein Claudio Romanoff, Patricia Madrid, Alejanddro Amaral e Ignacio Álvarez. Desde 2013 escribe entrevistas en el espacio Seré Curioso de Montevideo Portal.
Trabaja en el programa Apuesta D10 de Radio Universal 970.
Es autor de los libros Mujeres Bonitas, una investigación sobre prostitución con catorce entrevistas. A lo Peñarol, donde cuenta la historia de vidas de hinchas del Club Atlético Peñarol. El libro fue presentado por Julio María Sanguinetti y Juan Pedro Damiani en el Museo del Palacio Peñarol, junto al periodista e informativista uruguayo Fernando Vilar y otros reconocidos hinchas del club. En el libro Muertos acá nomás, presenta una decena de casos de homicidios uruguayos en los que entrevista familiares de las víctimas, policía, jueces, entre otros.
En 2017 publicó Valeria no pudo bailar; y otras crónicas de femicidios recientes presentado en el Centro Cultural de España en Montevideo. En 2019 escribe sobre el futbolista uruguayo Cristian Rodríguez junto a Javier Tairovich.
En 2020, presenta su libro Sugar Daddy, una investigación sobre el proceso judicial llamado Operación Océano.
En 2023 comenzó a trabajar en el programa televisivo Buscadores, emitido en VTV y Canal 5.

## Premios
En 2007 distinguido en el certamen América Latina organizado por el PNUD.
En 2010 finalista del premio de la Fundación Gabo (anteriormente Fundación Nuevo Periodismo Iberoamericano) por la crónica “El presidente improbable”, un perfil sobre José Mujica, publicado en la revista mexicana Gatopardo.

## Libros
- 2008, Mujeres Bonitas (ISBN 9789974701557)
- 2013, A lo Peñarol (ISBN 9789974683792)
- 2014, Muertos acá nomás (ISBN 9789974713758)
- 2017, Valeria no pudo bailar. (ISBN 9789974881174)
- 2019, Cebolla Rodríguez (con Javier Tairovich).
- 2020, Sugar Daddy (ISBN 9789915652665)
- 2023, (Casi) Todos son felices (ISBN 9789915681030)